# Leave Luck to Heaven
'Leave Luck to Heaven' è il primo album in studio del DJ statunitense Matthew Dear, pubblicato il 25 novembre 2003.
La fusione di pop e techno minimale che caratterizza le sonorità del disco ha portato Dear al successo internazionale. Il singolo Dog Days è diventato un bestseller per l'etichetta Spectral Sound e uno dei preferiti di DJ come Richie Hawtin. L'album prende il nome dalla traduzione della parola giapponese Nintendo, la famosa azienda di videogiochi.

## Tracce
1. Nervous Laughter (Intro) – 2:40
2. Fex – 5:07
3. Just Us Now – 4:37
4. The Crush – 4:42
5. But for You – 5:13
6. In Unbending – 4:34
7. Dog Days – 5:53
8. Huffing Stuff – 5:18
9. Reason and Responsibility – 5:38
10. You're Fucking Crazy – 4:43
11. It's Over Now – 5:42
12. Machete (Outro) – 0:27